# Peter Lechenauer

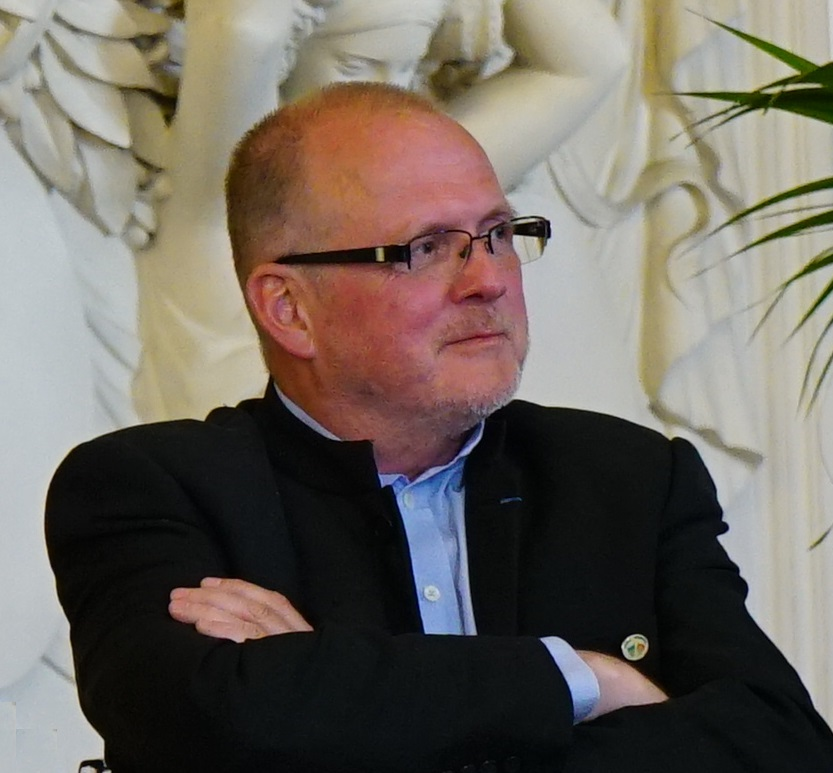
Peter Lechenauer (2015)

Peter Lechenauer (* 27. Juni 1958 in Salzburg) ist ein ehemaliger österreichischer Politiker (FPÖ) und Rechtsanwalt. Er war von 1994 bis 1999 Abgeordneter zum Salzburger Landtag.

## Ausbildung und Beruf
Peter Lechenauer wurde als Sohn des Rechtsanwaltes Paul Lechenauer und der Juristin Helga Lechenauer in Salzburg geboren. Er besuchte zwischen 1964 und 1968 die Volksschule in Salzburg und absolvierte danach zwischen den Jahren 1968 und 1976 das Akademische Gymnasium in Salzburg. Er legte 1976 am Akademischen Gymnasium die Matura ab und leistete im Anschluss von 1976 bis 1977 seinen Präsenzdienst. Seine Ausbildung setzte er ab 1976 mit einem Studium der Rechtswissenschaften an der Universität Salzburg fort. Lechenauer konnte sein Studium 1980 mit der Promotion zum Doktor der Rechte (Dr. iur.) abschließen. Er erhielt ein Stipendium des Wissenschaftsministeriums und studierte in der Folge von 1980 bis 1981 Europarecht am Collège d’Europe in Brügge. Er schloss sein Post Graduate Studium dort mit dem Certificate of Advance European Studies (Certificat de Hautes Etudes Europeennes) ab. Zudem studierte er im Sommer 1981 als Summer Fellow mit einem Stipendium Volkswirtschaftslehre am American Institute for Economic Research in Great Barrington, Massachusetts. Lechenauer absolvierte von 1981 bis 1982 sein Gerichtsjahr am Bezirksgericht Abtenau und am Landesgericht Salzburg und trat danach von 1982 bis 1986 als Rechtsanwaltsanwärter in die Kanzlei seines Vaters in Salzburg ein. Er war ab Juli 1986 als selbständiger Rechtsanwalt in Salzburg aktiv, wobei er zunächst in einer Kanzleigemeinschaft mit seinem Vater zusammenarbeitete. Seit 2007 ist er in einer Kanzleigemeinschaft mit der Rechtsanwältin Alexandra Dosch tätig.
Lechenauer bildete sich zwischen 1994 und 1996 durch ein Post Graduate Studium für Europarecht weiter, den er mit dem Berufstitel „Akademisch geprüfter Europarechtsexperte“ abschloss. 2003 erweiterte er seine Kenntnisse mit dem Abschluss eines Masterstudiums und wurde Master of Laws (LL.M.). 2008 begann er zudem ein Post Graduate Studium für Medizinrecht an der Johannes-Kepler-Universität in Linz.

## Politik
Lechenauer wurde Mitglied der FPÖ und vertrat seine Partei vom 2. Mai 1994 bis zum 26. April 1999 als Abgeordneter im Landtag, wobei er von 1995 bis 1999 auch stellvertretender Klubobmann der FPÖ im Landtag war. Er trat im Jahr 2002 aus der FPÖ aus.

## Funktionen
Lechenauer wurde 2003 zum Honorarkonsul von Frankreich und 2007 zum Ritter des ordre national du Mérite ernannt.